# Фарго (5. сезона)
Пета сезона антологијске црно-хумористичке–криминалистичко-драмске телевизијске серије Фарго, премијерно је емитована од 21. новембра 2023. до 16. јануара 2024. на каналу FX. Састоји се од 10 епизода. Сезона је првобитно требало да премијерно буде приказана у септембру 2023, али је одложена због протеста филмских радника у Холивуду.
Као антологија, свака сезона серије Фарго поседује своју самосталну причу, пратећи различит скуп ликова у различитим окружењима, иако у повезаном заједничком универзуму са средиштем на Средњем западу Сједињених Држава и насловним градом, Фаргом. Ово је прва сезона серије која нема везе ни са једном претходном сезоном, ни са филмом, иако садржи неколико омажа потоњем. Радња је смештена у Минесоти и Северној Дакоти у јесен 2019. године, а главну улогу тумачи Џуно Темпл као Дороти „Дот” Лајон, наизглед типична домаћица са Средњег запада која живи у Скандији, у Минесоти. Њена тајанствена прошлост почиње да је прогања након што се ненамерно нађе у невољи са полицијом. У осталим улогама су Џон Хам као Рој Тилман, шериф из Северне Дакоте који више од деценију трага за Дот; Џенифер Џејсон Ли као Лорејн Лајон, богата и арогантна Дотина свекрва; Дејвид Рисдал као Вејн Лајон, Дотин посвећени супруг и Лорејнино једино дете; Џо Кири као Гејтор Тилман, Ројев лојални, али неспособни син и заменик; Ламорн Морис као Вит Фар, државни полицајац из Северне Дакоте; Рича Мурџани као Индира Олмстед, заменица шерифа из Скандије; Сем Спруел као Ула Мунк, мистериозни луталица; Сијена Кинг као Скоти Лајон, деветогодишња ћерка Дот и Вејна; и Дејв Фоли као Дејниш Грејвс, Лорејнинин адвокат и посредник.
Сезона је наишла на позитивне рецензије критичара, при чему су многи истакли да представља повратак серије у своју врхунску форму, упоређујући је са прве две сезоне. Била је номинована за три Златна глобуса, у категоријама за најбољу мини-серију или телевизијски филм, најбољег глумца (Хам) и најбољу глумицу (Темпл) у мини-серији или телевизијском филму.

## Улоге

### Главне
- Џуно Темпл као Дороти „Дот” Лајон / Надин Тилман (девојачко Бамп), наизглед обична домаћица из Скандије у Минесоти, коју почиње да прогања њена прошлост након што је случајно привукла пажњу полиције услед инцидента на састанку школског одбора који је кренуо по злу.
- Џенифер Џејсон Ли као Лорејн Лајон, Дотина богата и арогантна свекрва, позната као „Краљица дугова”; милијардерка и генерална директорка компаније „Redemption Services”, највеће агенције за наплату дугова у САД.
- Дејвид Рисдал као Вејн Лајон, Дотин супруг који је веома воли и поштује, али је често пасиван; власник мале продавнице аутомобила марке Kia.
- Џо Кири као Гејтор Тилман, Ројев дрски син, заменик и штићеник, нестрпљив да се докаже оцу.
- Ламорн Морис као Витли „Вит” Фарн, државни полицајац из Северне Дакоте који наилази на Дот током њеног бекства од отмичара и бива увучен у истрагу која следи.
- Рича Мурџани као Индира Олмстед, заменица шерифа из Скандије која има финансијске проблеме, истражује Дотину отмицу и касније почиње да сумња у њену причу.
- Сем Спруел као Ула Мунк / Брин Глас, мистериозни криминални најамник који има осветничке намере према Дот и Тилману, а уједно је и 500-годишњи „једач грехова” пореклом из Велса.
- Дејв Фоли као Дејниш Грејвс, Лорејнин адвокат и верна десна рука.
- Сијена Кинг као Скоти Лајон, Дотина и Вејнова деветогодишња ћерка.
- Џон Хам као шериф Рој Тилман, корумпирани ранчер који обавља функцију уставног шерифа округа Старк у Северној Дакоти, као и Дотин насилни бивши супруг.

### Споредне
- Лукас Гејџ као Ларс Олмстед, Индирин неспособни муж који жели да постане професионални голфер.
- Ник Гомез као агент Тони Хоакин, агент ФБИ-а из Фарга који истражује Ројеву злоупотребу власти.
- Џесика Поли као агенткиња Хилдред Мајер, Хоакинова партнерка из ФБИ-а.
- Ребека Лидијард као Карен Тилман, Ројева тренутна (трећа) супруга.
- Мајкл Коупман као Один Литл, Каренин отац и вођа локалне милиције.
- Куџо Фиакпуи као Џером Пју, Лорејнин телохранитељ.
- Џан Бос као Винк Лајон, Лорејнин супруг и Вејнов отац, алкохоличар благог карактера који се интересује за историјске војне сукобе.
- Џејмс Меџ као Мик Тигпен, државни тужилац Минесоте и Лорејнин пријатељ.
- Конрад Коутс као Боуман, надзорник Тилмановог ранча и његова десна рука.
- Клер Колтер као Ирма, старија жена у чију кућу се Мунк усељава.
- Стивен Макарти као Џордан Симор, бесни, вулгарни пацијент са раком у медицинском центру Волтер Мондејл.
- Пол Макгилион као капетан Овен Маскавиџ, Индирин шеф у полицијској станици у Скандији.

### Гостујуће
- Девон Бостик као Доналд „Дони” Ајерланд, криминалац кога Мунк унајмљује као помоћника.
- Брендан Флечер као продавац оружја.
- Џејсон Шварцман као наратор.
- Кари Мачет као Линда Тилман, Ројева прва жена и Гејторова мајка.

## Епизоде
| Бр. еп. (укупно) | Бр. еп. (у сезони) | Наслов                            | Редитељ        | Сценариста                | Премијера          | Прод. код | Гледаност у САД (милиони) |
| --- | ------------------ | --------------------------------- | -------------- | ------------------------- | ------------------ | --------- | ------------------------- |
| 42 | 1                  | Трагедија заједничког добра       | Ноа Холи       | Ноа Холи                  | 21. новембар 2023. | XFO05001  | 0,566                     |
| Године 2019, домаћицу из Скандије, Дороти „Дот” Лајон, хапси заменица шерифа Индира Олмстед након што случајно употреби електрошокер на једном полицајцу током нереда на састанку одбора школе коју похађа њена ћерка Скоти. Након што је њен супруг Вејн платио њену кауцију, Дот киднапују криминалци Ула Мунк и Доналд Ајерланд након дуге борбе која се завршава са повредама свих троје. Лорејн, Дотина богата свекрва која води агенцију за наплату дугова, пристаје да плати било какву могућу откупнину. Док возе Дот у Северну Дакоту, Мунка и Ајерланда зауставља државна полиција. Дот бежи, а Мунк убија полицајца и рањава његовог партнера, Вита Фара, који се сакрива на истој бензинској пумпи као и Дот. Она поставља замке у продавници, убијајући Ајерланда и рањавајући Мунка, који бежи док она превија Витову повреду. Дот бежи пре него што Вит сазна њено име и враћа се пешке кући, где говори збуњеном Вејну да није била отета, упркос доказима који указују на супротно. |                    |                                   |                |                           |                    |           |                           |
| 43 | 2                  | Искушења и невоље                 | Ноа Холи       | Ноа Холи                  | 21. новембар 2023. | XFO05002  | 0,311                     |
| Рој Тилман, уставни шериф округа Старк, објашњава свој библијски поглед на свет младом човеку пре него што нареди једном од својих заменика да га пребије због „беспотребног” злостављања своје супруге. Рој се среће са Мунком, кога је ангажовао да отме Дот, и објашњава да је Дот у ствари његова супруга Надин, која је нестала пре једанаест година. Када Мунк захтева троструко већу исплату због тога што није био обавештен о њеним вештинама, Ројев син (и заменик) Гејтор покушава да га убије, али Мунк уместо тога убија двојицу Ројевих људи и бежи. Агенти ФБИ-а Хоакин и Мајер притискају Роја да спроводи локалне законе, упркос његовом неодобравању истих. Гејтор одлази да посети Вита, који се опоравља, како би прикупио информације о Дот, и ту наилази на Индиру која тражи исте информације. Гејтор брише слику Дот са њеног телефона како би спречио Вита да је идентификује. Веровање да је Дот симулирала киднаповање како би изнудила новац, доводи Лорејн да покуша да јој плати да остави Вејна и прети правним поступком када она одбије. Уз Скотину помоћ, Дот поставља замке широм куће како би одвратила нападаче, објашњавајући Вејну да је то приступачан „безбедносни систем”. Када Гејтор и његов заменик застану на истој бензинској пумпи која је раније била нападнута, Мунк убија заменика и на његове груди забада поруку написану крвљу, захтевајући исплату. |                    |                                   |                |                           |                    |           |                           |
| 44 | 3                  | Парадокс посредничких трансакција | Доналд Марфи   | Ноа Холи                  | 28. новембар 2023. | XFO05003  | 0,494                     |
| Рој наређује Гејтору да прикрије смрт заменика као несрећу и да потражи трагове који воде до Мунковог пребивалишта. Дот прави планове за Ноћ вештица, мењајући саобраћајне знакове у комшилуку и правећи костиме „зомби убица” за себе и Скоти, са оружјем и непробојним прслуцима. Старија жена по имену Ирма открива да Мунк живи у њеној кући, али делује равнодушно према овом открићу и дозвољава му да остане. Флешбек приказује Велс пре 500 година, где се одржава сахрана на којој је сељаку по имену Брин Глас — бесмртни Мунк — плаћено да поједе оброк који представља грехе покојника. Дот и Вејн покушавају да купе оружје, али им планове квари обавезни рок за чекање од недељу дана. Вит се суочава са Гејтором у полицијској станици након што га је видео како краде доказе везане за Ајерланда. Рој открива Гејтору план да киднапују Дот на Ноћ вештица, када ће сви носити маске и моћи ће да делују без привлачења пажње. Мунк изводи ритуал у шупи на Ројевој фарми, прекривајући се козјом крвљу и бајући се на латинском. Након што је прошла Ноћ вештица, Дот примећује сумњиви комби испред своје куће, у коме се налази маскирани људи. Мунк, прекривен крвљу, улази у Ројеву кућу где Ројева садашња супруга и две мале ћерке спавају. |                    |                                   |                |                           |                    |           |                           |
| 45 | 4                  | Insolubilia                       | Доналд Марфи   | Ноа Холи                  | 5. децембар 2023.  | XFO05004  | 0,424                     |
| Гејтор и његови људи упадају у кућу Лајонових носећи маске за Ноћ вештица, али Дот препознаје Гејтора. Она успева да се одбрани од нападача, али том приликом, Вејна скоро убија струја једне од њених замки, што доводи до пожара у соби. Њена породица и Гејторови људи успевају да побегну пре него што стигну ватрогасци. Рој прилази својој кући и открива да је заменик који је чувао кућу убијен. Он прати Мункове трагове до спаваће собе својих ћерки, где налази децу нетакнуту, али на зиду крвљу нацртан тајанствени симбол. Док се Вејн опоравља у болници, Вит и Индира долазе да испитају Дот, али их одбија Лорејнин адвокат, Дејниш Грејвс. Агенти Хоакин и Мајер сумњају да Рој обезбеђује оружје локалној десничарској милицији коју води његов таст, Один Литл, али њихов шеф, бојећи се одмазде од стране милиција, одбија да подржи истрагу. Рој посећује кућу брачног пара који су му се раније жалили на породично насиље и примећује нове модрице на жени. Рој вређа мужа и провоцира га да извуче пиштољ, али Рој први пуца и убија га. Рој наређује Гејтору да окриви мртвог мужа за Мункове злочине на бензинској пумпи како би спречио полицијску истрагу. |                    |                                   |                |                           |                    |           |                           |
| 46 | 5                  | Тигар                             | Дејна Гонзалес | Ноа Холи                  | 12. децембар 2023. | XFO05005  | 0,451                     |
| Дот и Скоти привремено бораве у Лорејниној утврђеној кући. Лорејн и Дејниш покушавају да институционализују Дот, али у болници, она напада чуваре и бежи. Лорејн се састаје са банкаром Вивијаном Дагером и нуди да купи њену пропалу банку. Рој посећује Лорејн у потрази Дот, али ова га одбија и нуди да помогне у финансирању његове изборне кампање како би га се ослободила. Индира долази до Лорејн да је обавести да је Дот побегла, али Рој је чује и наређује својим људима да киднапују Вејна. Дот једва измиче Ројевим људима у болници и чује да су ту због Вејна. Она сакрива Вејна у тоалету његове собе, док превари Ројеве људе да киднапују другог пацијента. Хоакин и Мајерова стижу у болницу да испитају Дот, али она и њих избегава, враћајући се у Лорејнин дом да узме Скоти и одведе је у Индирину кућу. Дот признаје Индири да је њен бивши муж у потрази за њом и моли је да се брине о Скоти неколико дана док се она постара за неке друге ствари. |                    |                                   |                |                           |                    |           |                           |
| 47 | 6                  | Нежна замка                       | Дејна Гонзалес | Ноа Холи и Боб Делорентис | 19. децембар 2023. | XFO05006  | 0,457                     |
| Рој се суочава са Дагером испред стриптиз бара, присиљавајући га да не прода своју банку Лорејн. На Тилмановом ранчу, Гејторови људи муче пацијента кога су грешком киднаповали, али Рој схвата да су ухватили погрешну особу и убија га. Агенти испитују Вејна у болници, али не долазе до нових информација. Након тога, састају се са Индиром и откривају јој свој план да искористе Дот како би открили Ројеве илегалне активности. Рој одлучује да исплати Мунка; Гејтор поставља уређај за праћење на Мунков аутомобил пре него што овај оде. Када Индира открије да је њен неспособни муж Ларс оставио Скоти саму, одводи је назад у Лорејнину кућу и даје Лорејн досије који садржи информације о Ројевом злостављању Дороти. Лорејн нуди Индири посао вођења њене безбедносног тима, као и помоћ за њене све веће дугове. Лорејн пријављује Дагерову проневеру банкарских средстава властима, чиме га ефикасно уништава. Потом прегледа досије који јој је дала Индира и открива у којој мери је Рој злостављао Дот. |                    |                                   |                |                           |                    |           |                           |
| 48 | 7                  | Линда                             | Силвен Вајт    | Ноа Холи и Ејприл Шај     | 26. децембар 2023. | XFO05007  | 0,576                     |
| Кевин, Ирми син, открива Мунка у њеној кући и захтева да плати кирију; Мунк му плаћа у готовини, али га одмах убија након што је видео како злоставља своју мајку. Гејтор прати уређај за праћење на Мунковом аутомобилу до Ирмине куће и пуца на његов силуету кроз прозор, не знајући да је то Кевинов леш. Он налази новац који је Мунк платио и узима га; Ирма се суочава с њим, али он је одгурне и она пада, удара главу и умире. Гејтор бежи пре него што Мунк открије њен леш. У међувремену, Дот се одвози далеко и зауставља се у ресторану поред пута. Она потом ископава разгледницу за „Камп Утопија”, који се испоставља као уточиште за жене које води Линда, Ројева прва жена и Гејторова мајка. Дот криви Линду што ју је намамила у Ројеве руке, али је моли да сведочи о Ројевим злочинима. Линда пристаје, али прво тражи да Дот исприча своју личну причу женама у кампу користећи лутке, објашњавајући како је примљена у Тилманову породицу са 15 година и да ју је Рој злостављао. Дот се на крају буди у ресторану поред пута, схватајући да је цело искуство у Кампу Утопија било само сан. Она одлази, али је удара аутомобил и она пада у несвест; буди се у болници и открива Роја поред њеног кревета. |                    |                                   |                |                           |                    |           |                           |
| 49 | 8                  | Ћебе                              | Силвен Вајт    | Ноа Холи и Томас Безуча   | 2. јануар 2024.    | XFO05008  | 0,461                     |
| Дејниш одабира тројицу мушкараца из Северне Дакоте из Лорејнине књиге дужника и тера их да промене имена у „Рој Тилман”. Индира открива свог мужа у кревету са другом женом и избацује га из куће. У болници, Вит види Роја како приморава Дот да пође са њим, али је надбројан Ројевем људима и не може да јој помогне. Рој одводи Дот назад на свој ранч и везује је ланцима у штали. Потом одлази на дебату за избор за шерифа, али на позорници открива тројицу других Ројева Тилмана који саботирају његов говор. Рој напушта дебату, том приликом ударајући женског модератора. Гејтор проверава Дот, која тврди да је његова мајка жива, али бесни Гејтор одлази, несвестан да се Мунк сакрио у његовом аутомобилу. Вит види Дејниша на бензинској пумпи и говори му о Дотиној невољи. Рој се враћа са дебате посрамљен и бесан; његова жена Карен убеђује га да свој гнев излије на Дот, а не на њој. Дот, међутим, узвраћа ударац и покушава да убије Роја, али њихова борба је прекинута доласком Дејниша на ранч. Дејниш нуди да среди изборе у Ројеву корист у замену за Дотин повратак, али Рој га убија. Дот сведочи како Ројеви људи закопавају Дејнишево тело у јами испод ветрењаче која подсећа на место из њеног сна и схвата да је Рој убио Линду и закопао је у истој јами. |                    |                                   |                |                           |                    |           |                           |
| 50 | 9                  | Бескорисна рука                   | Томас Безича   | Ноа Холи                  | 9. јануар 2024.    | XFO05009  | 0,517                     |
| Мунк одводи киднапованог Гејтора у удаљену колибу и вади му очи као казну за убиство његове невине газдарице. Индира, сада Лорејнин шеф безбедности, прати Дејнишев мобилни телефон до Тилмановог ранча. Лорејн подсећа председника да јој дугује услугу и шаље ФБИ и државну полицију на ранч; Рој, у међувремену, позива милицију свог таста да одбране ранч. Дот успева да побегне кроз под штале усред хаоса и шуња се у Ројеву кућу, успевајући да позове Вејна пре него што се суочи са Карен. Дот савладава Карен и одузима јој телефон и пиштољ. Док је био ван куће и трагао за Дот, Рој се сусрео са Мунком, који га оптужује за издају и оставља му Гејтора без очију. Сматрајући Гејтора сада „бескорисним”, Рој га напушта. Дот се крије у јами у коју је бачено Дејнишево тело било, али је откривају тројица Ројевих људи, након чега их убија Мунк. Он је ослобађа и даје јој пиштољ пре него што нестане. |                    |                                   |                |                           |                    |           |                           |
| 51 | 10                 | Бисквик                           | Томас Безуча   | Ноа Холи                  | 16. јануар 2024.   | XFO05010  | 0,601                     |
| Вит се прикључује ФБИ тиму који креће на Ројев ранч како би спасили Дот. Рој се сукобљава са својим тастом због Дотиног бекства и убија га; Карен сведочи овом убиству и бежи. Рој је јури, али се сусреће са Дот која га упуца у стомак. Пре него што поново запуца, ФБИ тим стиже да је спаси и ухапси Карен, док рањени Рој бежи. Вит га тера у јаму, али Рој га савладава и смртоносно рањава ножем. Рој покушава да побегне кроз тунел у јами, али га ФБИ хапси, након што их је Гејтор обавестио о његовој локацији. Дот и Гејтор се мире пре него што се она врати кући и породици. Годину дана касније, Лорејн посећује Роја у затвору и каже му да ће помоћи другим затвореницима да исплате своје дугове у замену за његово мучење. Мунк долази у кућу Лајонових тражећи освету од Дот за то што му је нанела повреду током њиховог првог сусрета, али Дот му супротставља своје схватање дуга и нуди му оброк ако буде помогао у његовој припреми. Она га учи да направи бисквите и он се придружује породици за вечером. Он им прича о проклетом животу који је живео од кад је пре неколико векова појео грехе другог човека. Дот га увери да се може ослободити ако поједе оброк припремљен с љубављу и дат бесплатно, нудећи му бисквит. Након тренутка оклевања, Мунк га поједе и катарзично се осмехне.                                                                                   |                    |                                   |                |                           |                    |           |                           |